# Mosaïque du manioc
La mosaïque du manioc est une maladie virale affectant les cultures de  manioc dans différents pays d'Afrique, mais également dans le sous-continent indien et en Amérique centrale et Amérique du Sud. L'agent causal de cette maladie est une espèce de phytovirus du genre Begomovirus, ou un mélange de plusieurs espèces parmi la dizaine d'espèces recensées dans ce genre ; il est transmis par Bemisia tabaci. En Amérique, l'agent responsable de la maladie est un phytovirus du genre Potexvirus.

## Histoire
La maladie est décrite depuis la fin du XIXe siècle.
Une épidémie de mosaïque du manioc a eu lieu en Ouganda entre 1992 et 1997 à la suite d'une recombinaison de plusieurs souches. Les pertes économiques totales sont estimées à 60 millions de dollars et a engendré une forte sous-nutrition.

## Symptômes
Les symptômes de la mosaïque du manioc sont variables selon l'intensité de la maladie. Ils peuvent varier de simple décoloration des feuilles (chlorose) formant des motifs en « mosaïque », jusqu'à une déformation des feuilles et un rabougrissement, voire la mort, des plants dans les cas les plus graves.
Un indice de gravité des symptômes, basé sur les caractéristiques du port du plant et des altération foliaires et de l'écorce, peut être calculé. Il est basé sur une échelle à 5 degrés proposée par Gilbert Cours en 1950, :
- 0. pas de symptôme ;
- 1. la plante, conservant un port normal, est en partie indemne, mais des symptômes de mosaïque couvrent 1/5e de la surface des feuilles sans réduction ni déformation des lobes  ;
- 2. le port habituel est conservé, mais plus réduit que chez les plantes normales ; la mosaïque, avec légère réduction et déformation du limbe, touche les 2/3 de la surface foliaire ;
- 3. le plant est rabougri et prend un port érigé du fait de l'absence de ramifications ; forte réduction de la surface foliaire, presque tous les lobes étant recroquevillés ;
- 4. rameaux court-noués sont à peine développés, les feuilles sont réduites au 1/10e de leur surface, les folioles étant pratiquement réduites aux nervures.

## Agents causaux
Selon CABI :
- Ancien Monde :
  - virus de la mosaïque africaine du manioc (ACMV, African cassava mosaic virus ),
  - virus de la mosaïque est-africaine du manioc (EACMV, East African cassava mosaic virus ),
  - virus de la mosaïque est-africaine du manioc du Malawi (EACMMV, East African cassava mosaic Malawi virus),
  - virus de la mosaïque sud-africaine du manioc (SACMV, South African cassava mosaic virus),
  - virus de la mosaïque est-africaine du manioc du Cameroun (EACMCV, East African cassava mosaic Cameroon virus),
  - virus de la mosaïque indienne du manioc (ICMV, Indian cassava mosaic virus (ICMV),
  - virus de la mosaïque sri-lankaise du manioc (SLCMV, Sri Lankan cassava mosaic virus),
  - virus de la mosaïque est-africaine du manioc de Zanzibar  (EACMZV, East African cassava mosaic Zanzibar virus),
  - virus de la mosaïque est-africaine du manioc du Kenya (EACMKV, East African cassava mosaic Kenya virus),
  - virus de la mosaïque du manioc de Madagascar (CMMGV, Cassava mosaic Madagascar virus)
  - virus de la mosaïque est-africaine du manioc du Burkina Faso (ACMBFV, African cassava mosaic Burkina Faso virus)

- Nouveau Monde : virus de la mosaïque commune du manioc (CsCMV, Cassava common mosaic virus)

## Plantes-hôtes
La mosaïque africaine du manioc affecte le manioc cultivé (Manihot esculenta), qui est la principale plante-hôte du virus, la quasi-totalité des cultures de manioc étant touchées en Afrique. Cependant d'autres espèces de plantes peuvent être infectées naturellement, telles que des maniocs sauvages (Manihot glaziovii, Manihot dichotoma et Manihot catingea) et d’autres plantes non cultivées comme Jatropha multifida (Euphorbiaceae) ou Hewittia sublobata (Convolvulaceae),. Le virus de la mosaïque du manioc affecte également une autre Euphorbiaceae, le ricin (Ricinus communis) dans toute l’Afrique.

Le virus de la mosaïque commune du manioc, présent seulement sur le continent américain peut infecter six familles de plantes dicotylédones :  Amaranthaceae, Asteraceae, Chenopodiaceae, Euphorbiaceae, Malvaceae et Solanaceae.